# 广口白玉螺
广口白玉螺（学名：Mammilla melanostomoides）是玉螺科无脐玉螺亚科的一种。舊屬无脐玉螺属，今屬乳状螺属（Mammilla Schumacher, 1817）:162。

## 分佈
主要分布于马来西亚、中国大陆、台湾，常栖息在潮下带。